# Carino (prefeito urbano)
Carino (em latim: Carinus) foi um oficial bizantino do começo ou meados do século VI. De acordo com uma inscrição sobre um peso de vidro encontrado em Constantinopla (em grego: Καρίνου(?) επάρχου πόλεως), foi prefeito urbano. Nele há um monograma quadrado com seu nome cercado pela legenda de seu ofício.